# Газіє (Феричанці)
45°29′ пн. ш. 17°56′ сх. д. / 45.49° пн. ш. 17.94° сх. д.
Газіє (хорв. Gazije) — населений пункт у Хорватії, в Осієцько-Баранській жупанії у складі громади Феричанці.

## Населення
Населення за даними перепису 2011 року становило 53 осіб.
Динаміка чисельності населення поселення:

## Клімат
Середня річна температура становить 10,54 °C, середня максимальна – 24,05 °C, а середня мінімальна – -4,80 °C. Середня річна кількість опадів – 779 мм.
| Клімат поселення                              | Клімат поселення | Клімат поселення | Клімат поселення | Клімат поселення | Клімат поселення | Клімат поселення | Клімат поселення | Клімат поселення | Клімат поселення | Клімат поселення | Клімат поселення | Клімат поселення | Клімат поселення |
| Показник                                      | Січ.             | Лют.             | Бер.             | Квіт.            | Трав.            | Черв.            | Лип.             | Серп.            | Вер.             | Жовт.            | Лист.            | Груд.            |                  |
| Середній максимум, °C                         | 6,68             | 7,48             | 11,91            | 15,95            | 20,93            | 24,05            | 23,52            | 23,24            | 19,25            | 14,20            | 8,62             | 4,62             |                  |
| Середня температура, °C                       | 0,94             | 1,74             | 6,16             | 10,21            | 15,19            | 18,32            | 20,28            | 19,99            | 16,01            | 10,95            | 5,37             | 1,37             |                  |
| Середній мінімум, °C                          | −4,8             | −3,97            | 0,43             | 4,47             | 9,44             | 12,57            | 17,02            | 16,75            | 12,76            | 7,70             | 2,12             | −1,87            |                  |
| Норма опадів, мм                              | 48               | 46               | 47               | 60               | 72               | 99               | 72               | 70               | 59               | 67               | 77               | 62               |                  |
| Середньомісячна швидкість вітру, м/с          | 2.29             | 2.54             | 2.79             | 2.71             | 2.41             | 2.19             | 2.14             | 1.99             | 2.04             | 2.15             | 2.28             | 2.36             |                  |
| Середньомісячна сонячна радіація, кДж/м²·день | 4290             | 7028             | 10876            | 15254            | 19240            | 21207            | 22103            | 20035            | 14855            | 9257             | 4877             | 3657             |                  |
| --------------------------------------------- | ---------------- | ---------------- | ---------------- | ---------------- | ---------------- | ---------------- | ---------------- | ---------------- | ---------------- | ---------------- | ---------------- | ---------------- | ---------------- |
| Джерело:                                      |                  |                  |                  |                  |                  |                  |                  |                  |                  |                  |                  |                  |                  |